# Jun Marques Davidson
Jun Marques Davidson (jap. ディビッドソン 純マーカス Davidson Jun Marques; ur. 7 czerwca 1983) – japoński piłkarz występujący na pozycji pomocnika.

## Kariera klubowa
Od 2002 roku występował w klubach Omiya Ardija, Albirex Niigata, Vissel Kobe, Consadole Sapporo, Carolina RailHawks, Tokushima Vortis, Vancouver Whitecaps, Carolina RailHawks, Siam Navy i Charlotte Independence.